# 寿昌院 (江戸川区)

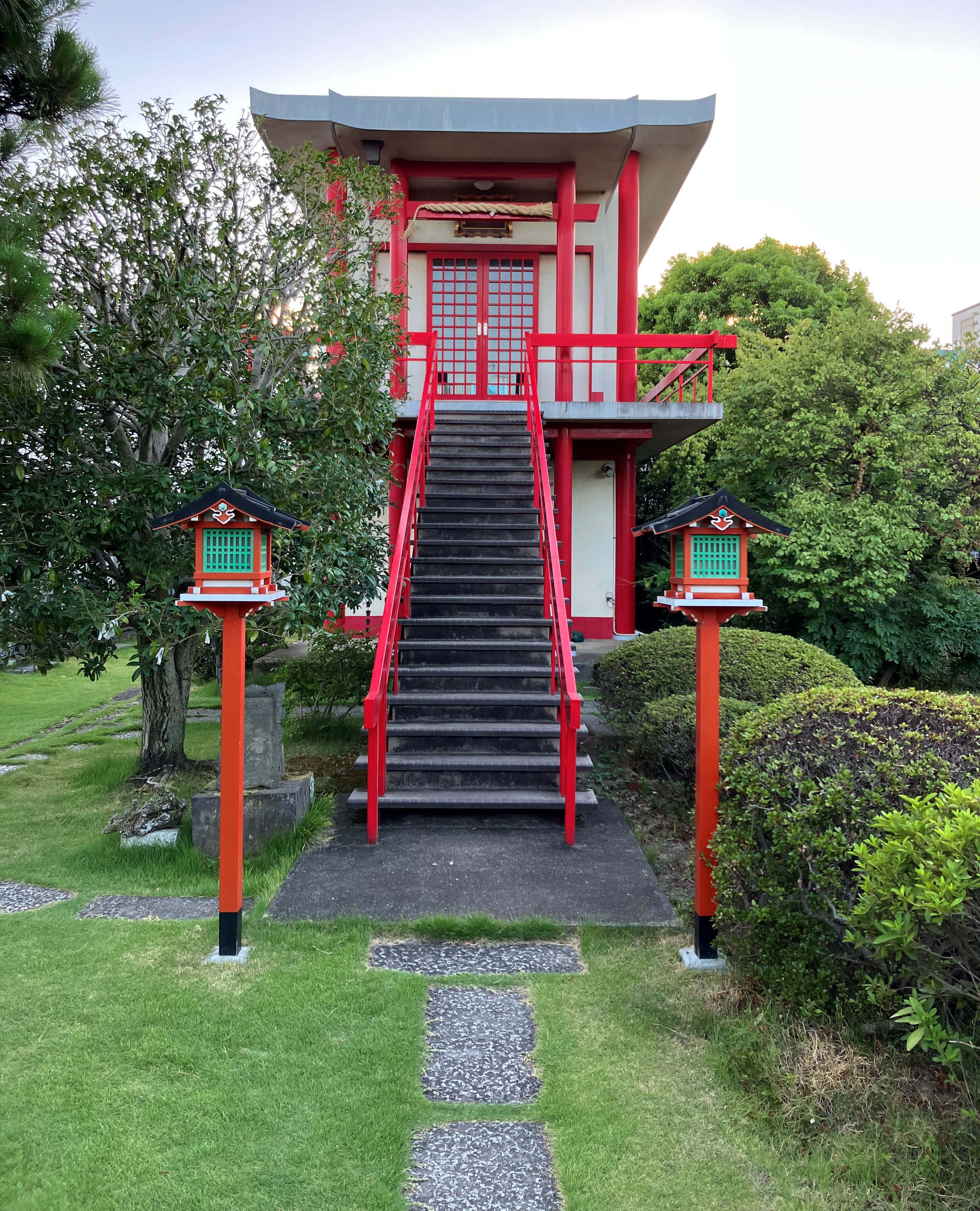
弁天堂

寿昌院（じゅしょういん）は、東京都江戸川区にある黄檗宗の寺院。

## 概要
1684年（貞享元年）、寿昌院桂月元皎禅尼（以下「禅尼」とする）の開基である。寛文年間（1661年～1673年）に、禅尼が病気のため庵を建てて療養したのが本院の起源である。
その後、病気が快復したため出家し、禅尼とその息子たちによって寺が創建された。

## 松本弁天
境内には弁天堂があり、「松本弁天」と呼ばれる弁才天が安置されている。1648年（慶安元年）の検地帳に当地が「江ノ嶋耕地」と記されており、山号が「江島山」なのも含めて、江島弁天（現・江島神社）と何らかの繋がりがあったものと推測される。

## 文化財
- 松本弁天臥竜の松 - 江戸川区登録天然記念物[4]
  - 推定樹齢500年のクロマツ[4]。『新編武蔵風土記稿』にも記述がある[5]。
- 紙本著色黄檗宗祖師像 - 江戸川区指定文化財[6]

## 交通アクセス
- ＪＲ新小岩駅より京成バス（新小71 瑞江駅行もしくは江戸川スポーツランド行）「松本弁天」下車、徒歩1分
- 都営新宿線篠崎駅より京成バス（新小71 新小岩行）「松本弁天」下車、徒歩1分
- 都営新宿線一之江駅より都営バス（新小20 新小岩行またはタウンバス車庫行）「松本弁天」下車、徒歩2分
- ＪＲ新小岩駅より徒歩24分。